# Ypres rallye 2009
Ypres rallye 2009 (oficiálně Ypres Westhoek Rally) byla pátá soutěž šampionátu Intercontinental Rally Challenge 2009, který byl pořádán v roce 2009. Soutěž se pořádala ve dnech 18. až 20. června a měla 599 km rozdělených do 16 rychlostních zkoušek. Vítězem se stal Kris Meeke s vozem Peugeot 207 S2000.
Soutěž měla rekordní účast vozů specifikace Super 2000 a byly zde představeny dvě novinky. Guy Wilks startoval s vozem Proton Satria Neo S2000 a Alex Bengue s vozem Opel Corsa S2000.

## Průběh

### První etapa
První etapa měřila 278 km a měla 6 rychlostních zkoušek. Hned v první havaroval Francois Duval jedoucí s automobilem Škoda Fabia S2000. Zkoušku vyhrály posádky Peugeotů Meeke a Freddy Loix. Třetí skončil Jan Kopecký s Fábií a čtvrtý Bernd Casier na voze Fiat Abarth Grande Punto S2000. Druhý jezdec týmu Škoda Motorsport Juho Hänninen skončil sedmý. Wilks zahájil soutěž jedenáctým místem a Bengue musel po poruše odstoupit. V dalších zkouškách se na čelo dostal Loix a Hänninen se posunul na šesté místo. Druhá polovina etapy se jela za tmy. V té se Hänninen posunul na čtvrté místo a naopak casier se propadl na čtrnácté. Pátá rychlostní zkouška byla zrušena. Při šesté se Hänninen o jednu pozici propadl. 

#### pořadí po první etapě
1. Freddy Loix, Peugeot 207 S2000, 1:03:46,3 hod
2. Kris Meeke, Peugeot 207 S2000, +4,9 s
3. Jan Kopecký, Škoda Fabia S2000, +12,4 s
4. Giandomenico Basso, Fiat Grande Punto S2000, +56,9 s
5. Juho Hänninen, Škoda Fabia S2000, +57,1 s
6. Pieter Tsjoen, Peugeot 207 S2000, +1:11,8 min
7. Jasper van den Heuvel, Mitsubishi Lancer Evo X, +1:42,6 min
8. Luca Betti, Peugeot 207 S2000, +2:43,2 min
9. Corrado Fontana, Peugeot 207 S2000, +2:44,0 min
10. Franz Wittmann, Mitsubishi Lancer Evo IX, +3:59,7 min

### Druhá etapa
Druhá etapa měla 166 km. Od úvodu bojoval Meeke s Loixem o vítězství a mezi ně se dostal i náš Kopecký, který na druhé zkoušce zajel nejrychlejší čas. Ve stejném testu se Hänninen posunul před Bassa na čtvrtou pozici. Kopecký měl pak při přejezdu lehkou havárii s motocyklem. V pátém testu se Meeke dostal na první pozici a ztrácet začal Kopecký. V tom následujícím měl Loix defekt a propadl se na čtvrté místo. Před ním byli Meeke, Kopecký a Hänninen. Hänninen měl defekt na předposlední zkoušce a propadl se průběžně o dvě místa. 

## Výsledky
1. Kris Meeke, Peugeot 207 S2000, 2:32:16.3 hod
2. Jan Kopecký, Škoda Fabia S2000, +20,4 s
3. Freddy Loix, Peugeot 207 S2000, +1:40,5 min
4. Pieter Tsjoen, Peugeot 207 S2000, +2:35,3 min
5. Juho Hänninen, Škoda Fabia S2000, +3:35,1 min
6. Gilles Schammel, Peugeot 207 S2000, +3:53,4 min
7. Jasper van den Heuvel, Mitsubishi Lancer Evo X, +4:06,3 min
8. Giandomenico Basso, Fiat Grande Punto S2000, +4:24,9 min
9. Luca Betti, Peugeot 207 S2000, +5:48,3 min
10. Corrado Fontana, Peugeot 207 S2000, +6:24,5 min